# Skeena River
Der Skeena River ist ein Fluss im Westen der kanadischen Provinz British Columbia.

## Geografie
Der Skeena River ist der zweitlängste Fluss, dessen gesamter Lauf auf dem Gebiet der Provinz British Columbia liegt. Der Flusslauf ist von seiner Quelle auf dem Spatsizi-Plateau bis zu seiner Mündung in die Hecate Strait nahe Prince Rupert etwa 579 Kilometer lang.
Das Einzugsgebiet des Skeena River ist rund 54.400 km² groß, die durchschnittliche Abflussmenge nahe der Mündung beträgt 2155 m³/s.

### Verlauf
Der Fluss entspringt südlich des Spatsizi Plateau Wilderness Provincial Park in einem Hochtal des Spatsizi-Plateaus nahe dem aufgegebenen Flugplatz von Kluakaz am Zusammenfluss von Kluakaz Creek und Garner Creek auf einer Höhe von etwa 1500 m. Die Quelle befindet sich nahe der Wasserscheide zum Klappan River, welcher einer der Hauptnebenflüsse des Stikine River ist.
Er durchfließt in südöstlicher Richtung das Tal der McEvoy und der Jackson Flats der zwischen der östlich gelegenen Tatlatui Range und den westlich gelegenen Groundhog Range und Slamgeesh Range, welche zu den Skeena Mountains gehören. An der Einmündung des Sustut River wendet er sich nach Westen und verläuft zwischen Slamgeesh Range und Sicintine Range bis Fourth Cabin. Ab hier verläuft er weitestgehend in südlicher Richtung durch ein sich verbreiterndes Tal zwischen Kisipox Range und dem Massiv des Mount Thomlinson (2454 m) in der nördlichen Babine Range.
Bei Hazelton mündet der Bulkley River, der Skeena River wendet sich in Richtung Südwesten und durchbricht zunächst die Hazelton Mountains. Nahe dem Massiv des Seven Sisters Peaks (2755 m) mit dem Seven Sisters Provincial Park and Protected Area zwingen die Nass Range und die Bulkley Range den Fluss in ein nach Süden verlaufendes enges Tal, welches nach dem Kitselas Canyon in ein breites Tal nahe Terrace übergeht, wo der Fluss sich weitet. Hier wendet er sich nach Westen und durchbricht die Coast Mountains, bevor er zwischen Haysport und Port Essington in den Chatham Sound und den Telegraph Pass mündet.
Die Eisenbahnlinie, welche von Fort St. John nach Dease Lake projektiert wurde, sollte zwischen der Mündung des Sustut River und der Quelle parallel zum Oberlauf des Flusses verlaufen. Da das Gleisbett bereits gebaut wurde, befinden sich im Tal zahlreiche mittlerweile aufgegebene Siedlungen – Kluakaz, Kluatanton, Chipmunk und Monque (von Norden nach Süden). Erst in der Nähe der Mündung des Babine River sind wieder Zeichen menschlicher Zivilisation erkennbar, hier endet eine Straße, die den Babine River Corridor Provincial Park erschließt. Von der 1936 aufgegebenen Siedlung Kuldo – rund 40 Kilometer nördlich – sind keine Überreste sichtbar, Reste der hier verlaufenden Telegraphenleitung zwischen San Francisco und Dawson sind noch vorhanden.
Dem Verlauf des Flusses folgen ab Hazelton bis nahe der Mündung der Yellowhead Highway 16 und die Linie der Canadian National Railway.

### Zuflüsse
Fisheries and Oceans Canada – ein Ministerium der Bundesregierung – gliedert das System des Skeena River wie folgt:
- Oberlauf: Bear River, Johanson Creek, Shilahou Creek, Slamgeesh River, Sustut River

- Mittellauf: Babine River, Boucher Creek, Buck Creek, Bulkley River, Comeau Creek, Cullon Creek, Date Creek, Deep Canoe Creek, Fulton River, Harold Price Creek, Kispiox River, Kitseguecla River, Maxan Creek, McCully Creek, McQueen Creek, Morice River, Nangeese River, Nanika River, Nilkitkwa River, Pinkut Creek, Richfield Creek, Shegunia River, Simpson Creek, Stephens Creek, Suskwa River, Sweetin River, Toboggan Creek

- Unterlauf: Alwyn Creek, Big Falls Creek, Cedar Creek, Coldwater Creek, Copper River [= Zymoetz River], Deep Creek, Dog Tag Creek, Ecstall River, Erlandsen Creek, Exchamsiks River, Exstew River, Fiddler Creek, Gitnadoix River, Goat Creek, Johnston Creek, Johnston Lake, Kaeen Creek, Kasiks River, Khyex River, Kitsumkalum River, Kitwanga River, Kleanza Creek, Lakelse River, Lean-To Creek, Limonite Creek, Magar Creek, Moonlit Creek, Salmon Run Creek, Sockeye Creek, Spring Creek, Star Creek, Thomas Creek, Trapline Creek, White Creek, Williams Creek, Zymagotitz River, Zymoetz River [= Copper River]

## Naturraum
Der Fluss verläuft weitestgehend in engen Gebirgstälern, nur rund um Hazelton und um Terrace treten die Gebirge zurück und geben einem sumpfigen Hügelland Raum. Im Gebiet des Flusses befinden sich einige Naturschutzgebiete:
- Spatsizi Plateau Provincial Park
- Sustut Provincial Park
- Babine River Provincial Park
- Kitwanga Mountain Provincial Park
- Seven Sisters Provincial Park
- Kleanza Creek Provincial Park
- Gitnadoix River Provincial Park
- Exchamsiks River Provincial Park
- Kitson Island Provincial Marine Park

### Flora
Das Gebiet des Flusses verläuft weitestgehend in der Zone des pazifischen, temperierten Regenwaldes, der mit zunehmender Binnen- und Höhenlage in Laubmischwald und subalpine Tundren übergeht.

### Fauna
Unter Sportfischern ist der Fluss für Lachse und Regenbogenforellen bekannt, wobei die Lachse auch kommerziell genutzt werden. Jährlich ziehen allein 5 Millionen Rotlachse zum Laichen in den Fluss. Das weitere Einzugsgebiet des Flusses ist Heimat des seltenen Kermodebären, daneben sind Schwarzbären häufiger, Grizzlys seltener anzutreffen.

## Geschichte
Der Skeena River ist seit mindestens 7.000 Jahren Siedlungsgebiet indigener Völker. Heute siedeln an seinem Unterlauf bis etwa zum Kitselas Canyon die Küsten-Tsimshian, am Mittel- und Oberlauf siedeln die Gitxsan, die der Tsimshian-Sprachgruppe angehören.
Die Hudson’s Bay Company, deren lokales Zentrum in Port Simpson (heute Lax Kw’alaams) nahe der Mündung des Portland Inlet und des Work Channel in den Chatham Sound 1834 gegründet wurde, legte mit Port Essington im Mündungsgebiet des Flusses 1871 einen Hafen für den Verkehr mit Dampfschiffen auf dem Skeena River an. Es war Ausgangspunkt für zahlreiche Prospektoren während des Goldrausches am Omineca River, die den Fluss bis Hazelton mit Dampfschiffen (Sternwheeler) befuhren und von dort bis zum Babine Lake und zum Omineca River weiterzogen.